# Aloe chlorantha
Aloe chlorantha é uma espécie de liliopsida do gênero Aloe, pertencente à família Asphodelaceae.